# Dendrophylax lindenii
Dendrophylax lindenii (tên tiếng Việt là Dạ Hương lan) là một loài thực vật có hoa trong họ Lan. Loài này được (Lindl.) Benth. ex Rolfe mô tả khoa học đầu tiên năm 1888. Qua nhiều lần đổi tên, đến nay chính thức sử dụng tên Dendrophylax lindenii. Vì sự hiếm có về mặt số lượng cũng như hình dạng không có lá mà sự tồn tại của loài này được ghi nhận rất muộn. Người ta còn gọi loại lan này là lan ma, do nó khó phát hiện trên thân cây chủ cho đến khi ra hoa màu trắng có mùi rất thơm.
Hiện nay số lượng cá thể Dạ Hương lan trên thế giới ước tính có hơn 3000 cá thể. Loài nằm trong danh sách đe dọa tuyệt chủng và đang rất được quan tâm bảo tồn tại Mỹ.

## Tên đồng nghĩa
Danh pháp đồng nghĩa của loài này gồm:
- Aeranthes lindenii (Lindl.) Rchb.f. in W.G.Walpers, Ann. Bot. Syst. 6: 902, 1864.
- Angraecum lindenii Lindl., Gard. Chron. 1846(1): 135, 1846.
- Polyrrhiza lindenii (Lindl.) Cogn., Symb. Antill. 6: 680, 1910.
- Polyradicion lindenii (Lindl.) Garay, J. Arnold Arbor. 50: 467 (1969).

## Sinh học
Cũng như các loại phong lan không có lá (leafless epiphyte), Dạ Hương lan thuộc bộ (tribe) Vandae. Cây trong tự nhiên gần như không có lá, rễ mọc ra từ các đốt thân rất ngắn chồng lên nhau, tạo thành một búi rễ bám trên thân cây chủ. Thường chỉ có thể tìm được Hương lan trong các vùng đầm lầy ẩm thấp miền Nam Florida, Cuba, và quần đảo Caribbean.
Để thích nghi với điều kiện môi trường có độ ẩm cao, hàm lượng dinh dưỡng thấp, cường độ ánh sáng thấp. Dạ Hương Lan hạn chế sự phát triển của bộ lá, quang hợp kiểu CAM và dự trữ chất dinh dưỡng ngay tại hệ thống rễ để giảm thiểu chi phí năng lượng cho quá trình vận chuyển rễ-lá. Dạ Hương lan cộng sinh bắt buộc với nấm cộng sinh ở mặt dưới của rễ, nhằm đảm bảo hiệu suất quan hợp của mặt trên.
Về mặt cấu trúc, có thể hình dung Dạ Lan Hương là một thân lan Vanda 0.5m sau khi bỏ hết lá và nén dọc theo trục thân xuống còn một thân ngắn chừng 1–4 cm. Tương tự như Vanda, rễ mọc ra từ các lóng thân rất ngắn này. Rễ có khả năng quang hợp, mặc dù không có khí khẩu nhưng có các tế bào giống khẩu, có thể đóng vào ban ngày và mở ra vào ban đêm để hút CO2.

## Nuôi trồng
Trên thế giới hiện nay có một vài người tuyên bố trồng thành công Dạ Hương lan nhưng chưa có một bằng chứng khoa học nào chứng minh hiệu quả của một phương pháp trồng cụ thể. Không loại trừ khả năng những cây Dạ Hương lan này có nguồn gốc tự nhiên.
Các tài liệu tổng hợp và điều kiện sống ngoài tự nhiên cho thấy cây có nhu cầu độ ẩm khá cao, đặc biệt là giai đoạn cây con.

## Văn hóa
Trong giới trồng lan tại Mỹ, vì độ "hiếm" và độ "khó" ở mức cao nhất trong số các loài lan, việc trồng thành công Dạ Hương lan cho đến lúc có hoa được thừa nhận là một thành công rất lớn. Việc cấm buôn bán trên thị trường càng làm nóng nhu cầu của người trồng lan. Đặc biệt là sau sự ra đời của 2 tác phẩm lớn là "Kẻ trộm hoa lan" (The Orchid Thief) và bộ phim Adaptation kể về niềm cuộc đời thú vị của John Laroche, một thợ săn hoa lan hiện đại. 

## Hình ảnh

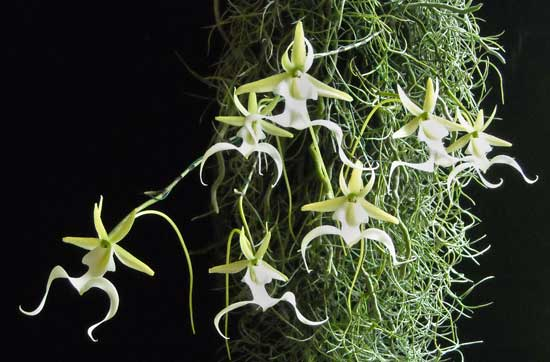
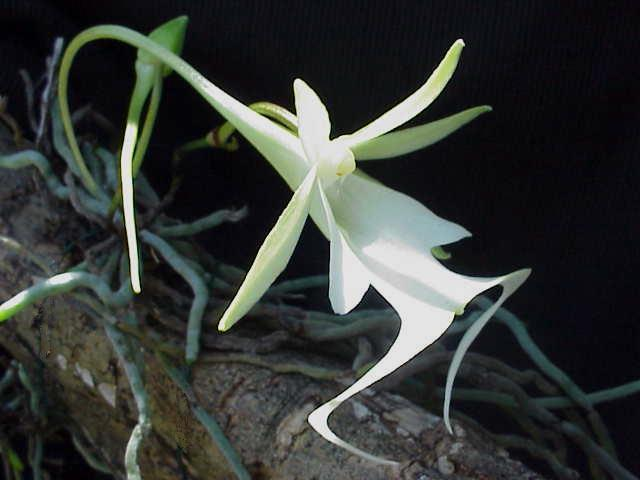